# 율곡로 (서울)

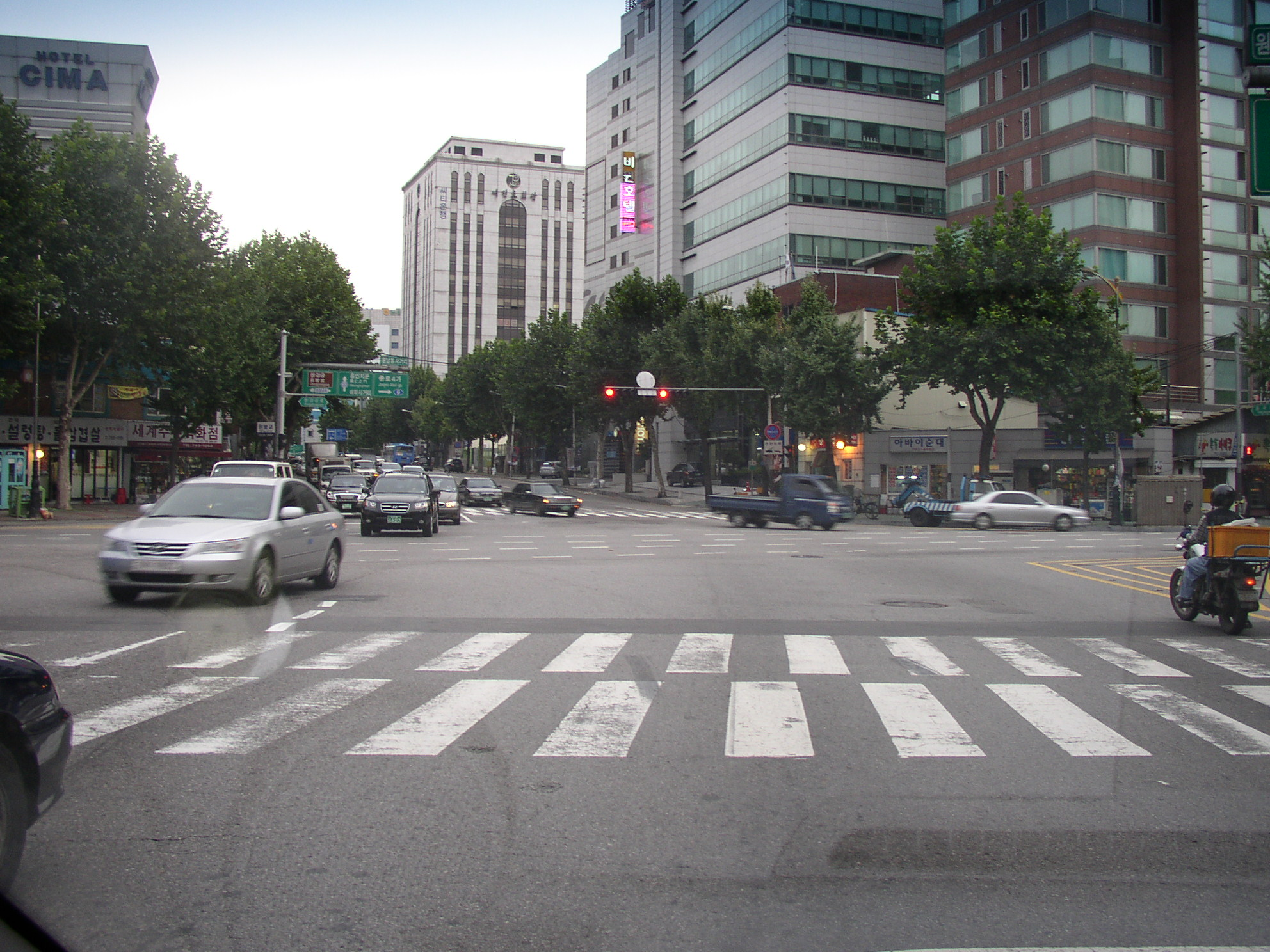
원남동 사거리

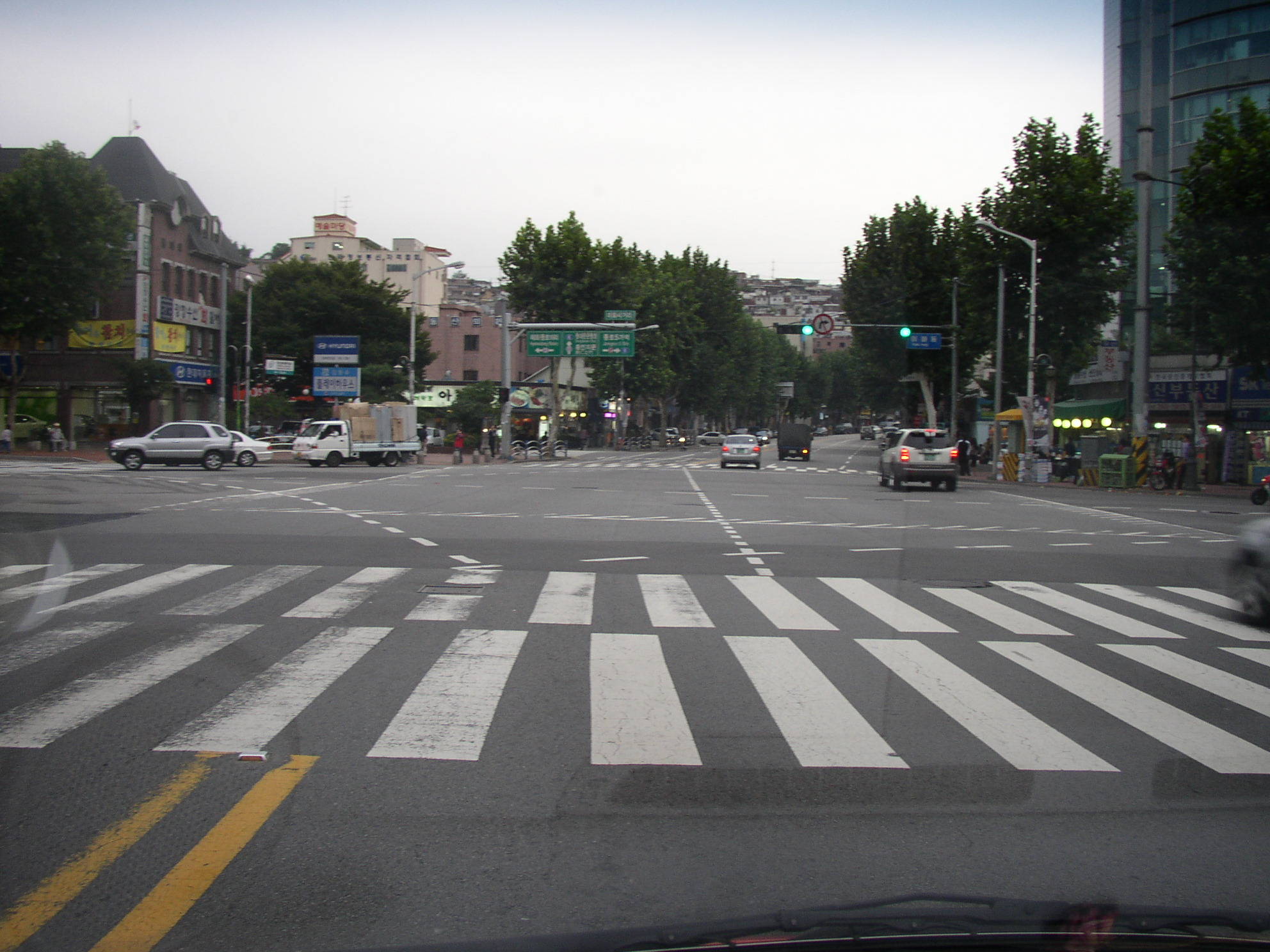
이화사거리

율곡로(栗谷路, Yulgok-ro)는 서울특별시 종로구 중학동 92에서 종로6가 287-7를 잇는 도로로, 서울특별시도 제50호선의 일부이다. 이 도로의 총 길이는 3km이고, 왕복 4·6·8차선 구간이 혼재되어 있다.

## 역사
- 조선 시대: 지금의 경복궁 교차로(광화문앞)~창덕궁 교차로(돈화문앞) 구간에만 도로가 있었다. 다만 대로는 아니었다.
- 1910년대: 광화문앞~돈화문앞 구간 도로 확장.
- 1932년 4월 22일: 조선총독부가 조선왕조의 맥을 끊기 위해 창덕궁과 종묘 사이를 관통하는 도로를 개설하였다. 지금의 창덕궁 교차로~원남동 사거리 구간이다.[1]
- 1966년 11월 26일: ‘중앙청옆(종로구 중학동 68)~수의대(종로구 연건동 128)’ 구간을 율곡로(栗谷路)로 지정[2]
- 1975년 12월 26일: 이화사거리~흥인지문 교차로 구간 개설.[3]
- 1981년 1월 21일: 원남동 사거리~흥인지문 교차로 구간을 편입함.[4]
- 2009년 2월: 서울특별시에서 창덕궁 교차로~원남동 사거리 구간을 복개하여 역사성을 회복하고, 왕복 4차선인 해당 구간을 6차선으로 확장하는 계획을 발표하였다.[5]
- 2010년: 훈련원로의 일부였던 흥인지문 교차로~청계6가 교차로 구간을 편입함.
- 2010년 4월 22일: 종로구 도로명 주소 고시

## 주요 경유지
서울특별시
- 종로구 (중학동 - 송현동 - 안국동 - 관훈동 - 경운동 - 재동 - 계동 - 운니동 - 와룡동 - 권농동 - 훈정동 - 원남동 - 연지동 - 연건동 - 이화동 - 충신동 - 종로6가)

## 노선
- 연한 파란색(■): 서울특별시도 제50호선 구간

| 교차로 · 교량     | 접속 노선                    | 소재지        | 소재지          | 비고             |
| 사직로와 직결     | 사직로와 직결                | 사직로와 직결 | 사직로와 직결   | 사직로와 직결    |
| ----------------- | ---------------------------- | ------------- | --------------- | ---------------- |
| 경복궁            | 사직로                       | 종로구        | 종로1.2.3.4가동 |                  |
| 경복궁            | 삼청로                       | 종로구        | 종로1.2.3.4가동 |                  |
| 경복궁            | 종로1길                      | 종로구        | 종로1.2.3.4가동 |                  |
| 안국동사거리      | 우정국로                     | 종로구        | 종로1.2.3.4가동 |                  |
| 안국동사거리      | 인사동길                     | 종로구        | 종로1.2.3.4가동 |                  |
| 안국동사거리      | 율곡로3길                    | 종로구        | 종로1.2.3.4가동 |                  |
|                   | 윤보선길                     | 종로구        | 종로1.2.3.4가동 | 교차로 이름 없음 |
| 안국역            | 삼일대로                     | 종로구        | 종로1.2.3.4가동 |                  |
| 안국역            | 북촌로                       | 종로구        | 종로1.2.3.4가동 |                  |
|                   | 계동길                       | 종로구        | 종로1.2.3.4가동 | 교차로 이름 없음 |
|                   | 창덕궁길                     | 종로구        | 종로1.2.3.4가동 | 교차로 이름 없음 |
| 창덕궁            | 돈화문로                     | 종로구        | 종로1.2.3.4가동 |                  |
|                   | 서순라길                     | 종로구        | 종로1.2.3.4가동 | 교차로 이름 없음 |
|                   | 동순라길                     | 종로구        | 종로1.2.3.4가동 | 교차로 이름 없음 |
| 창경궁로21길      |                              | 종로구        | 종로1.2.3.4가동 | 교차로 이름 없음 |
| 원남동사거리      | 창경궁로                     | 종로구        | 종로1.2.3.4가동 |                  |
| 이화사거리        | 서울특별시도 제41호선 대학로 | 종로구        | 이화동          |                  |
|                   | 율곡로19길                   | 종로구        | 종로5.6가동     | 교차로 이름 없음 |
|                   | 김상옥로                     | 종로구        | 종로5.6가동     | 교차로 이름 없음 |
| 흥인지문교차로    | 국도 제6호선 종로            | 종로구        | 종로5.6가동     |                  |
| 청계6가           | 청계천로                     | 종로구        | 종로5.6가동     |                  |
| 오간수교 (청계천) |                              | 종로구        | 종로5.6가동     |                  |
| 장충단로와 직결   |                              |               |                 |                  |

## 부속도로
- ● : 전 구간 해당
- ▲ : 일부 구간 해당
- ✖ : 해당 없음

| 도로명       | 기점         | 종점         | 총연장 (m) | 차량 통행 가능 | 일방통행 | 소재지 | 소재지          |
| ------------ | ------------ | ------------ | ---------- | -------------- | -------- | ------ | --------------- |
| 율곡로1길    | 중학동 32-1  | 소격동 137-1 | 507        | ●              | ✖        | 종로구 | 삼청동          |
| 율곡로2길    | 중학동 1-8   | 중학동 50-3  | 237        | ●              | ✖        | 종로구 | 종로1.2.3.4가동 |
| 율곡로3길    | 송현동 71-1  | 화동 138-36  | 456        | ●              | ●        | 종로구 | 삼청동          |
| 율곡로4길    | 송현동 49-2  | 청진동 1-1   | 428        | ●              | ●        | 종로구 | 종로1.2.3.4가동 |
| 율곡로5길    | 경운동 95    | 안국동 104-1 | 157        | ▲              | ✖        | 종로구 | 삼청동          |
| 율곡로6길    | 운니동 14-1  | 운니동 65-4  | 209        | ●              | ✖        | 종로구 | 종로1.2.3.4가동 |
| 율곡로8길    | 와룡동 8     | 묘동 90-3    | 559        | ✖              | ✖        | 종로구 | 종로1.2.3.4가동 |
| 율곡로10길   | 와룡동 2-79  | 묘동 18-1    | 568        | ▲              | ✖        | 종로구 | 종로1.2.3.4가동 |
| 율곡로13길   | 연건동 202-5 | 연건동 288-1 | 217        | ●              | ✖        | 종로구 | 이화동          |
| 율곡로13가길 | 연건동 288-1 | 연건동 288-1 | 182        | ▲              | ✖        | 종로구 | 이화동          |
| 율곡로14길   | 이화동 178-1 | 충신동 205-4 | 330        | ●              | ✖        | 종로구 | 이화동          |
| 율곡로14길   | 이화동 178-1 | 충신동 205-4 | 330        | ●              | ✖        | 종로구 | 종로5.6가동     |
| 율곡로16길   | 이화동 200-1 | 충신동 85-2  | 224        | ●              | ▲        | 종로구 |                 |
| 율곡로16길   | 이화동 200-1 | 충신동 85-2  | 224        | ●              | ▲        | 종로구 | 이화동          |
| 율곡로17길   | 충신동 57-2  | 이화동 82-4  | 157        | ●              | ✖        | 종로구 |                 |
| 율곡로17길   | 충신동 57-2  | 이화동 82-4  | 157        | ●              | ✖        | 종로구 | 종로5.6가동     |
| 율곡로19길   | 충신동 57-2  | 이화동 9-336 | 308        | ●              | ✖        | 종로구 |                 |
| 율곡로19길   | 충신동 57-2  | 이화동 9-336 | 308        | ●              | ✖        | 종로구 | 이화동          |
| 율곡로19가길 | 충신동 50-2  | 충신동 120-1 | 117        | ▲              | ✖        | 종로구 | 종로5.6가동     |
| 율곡로20길   | 충신동 36    | 충신동 120-1 | 162        | ●              | ✖        | 종로구 | 종로5.6가동     |
| 율곡로22길   | 충신동 55-4  | 충신동 180-2 | 222        | ●              | ✖        | 종로구 | 종로5.6가동     |
| 율곡로22가길 | 충신동 32-3  | 충신동 120-1 | 160        | ●              | ✖        | 종로구 | 종로5.6가동     |
| 율곡로22나길 | 충신동 30-4  | 충신동 188-4 | 157        | ▲              | ✖        | 종로구 | 종로5.6가동     |
| 율곡로23길   | 충신동 120-1 | 이화동 23-1  | 210        | ✖              | ✖        | 종로구 | 종로5.6가동     |
| 율곡로23가길 | 충신동 5-50  | 충신동 1-34  | 100        | ✖              | ✖        | 종로구 | 종로5.6가동     |
| 율곡로25길   | 충신동 27-39 | 충신동 25-29 | 135        | ✖              | ✖        | 종로구 | 종로5.6가동     |
| 율곡로27길   | 충신동 27-39 | 충신동 25-29 | 129        | ✖              | ✖        | 종로구 | 종로5.6가동     |
| 율곡로29길   | 종로6가 28-1 | 종로6가 8-1  | 116        | ●              | ✖        | 종로구 | 종로5.6가동     |
| 율곡로30길   | 종로6가 28-1 | 종로6가 139  | 155        | ●              | ●        | 종로구 | 종로5.6가동     |

## 같이 보기
- 사직로
- 삼청로
- 종로
- 장충단로